# Воше-Кремьё, Самюэль
Самюэль Воше-Кремьё (фр. Jean Marc Samuel Louis Vaucher-Crémieux; 27 марта 1798, Лозанна — 15 января 1877) — швейцарский архитектор.

## Биография
Получил образование в Парижской академии искусств. С 1820-х гг. работал в Женеве, где по его проектам были сооружены Музей Рат, больница для душевнобольных (фр. l'Hospice des Aliénés), ряд частных домов, а также новое здание тюрьмы. По вопросам тюремного строительства и обустройства пенитенциарных заведений выпустил ряд книг, затрагивающих в том числе и вопросы морального воздействия на преступников — особенно в докладе «О применении ирландской системы в тюрьмах Швейцарии» (фр. Rapport sur l'organisation et application du Système Irlandais dans les prisons en Suisse; 1869).
С 1840-х гг. работал во Франции. В 1845 г. получил заказ на проектирование нового здания мэрии в Анси. С 1847 г. работал в Марселе, в том числе в 1852—1861 гг. руководил строительством марсельской резиденции Наполеона III.